# Aléria
Aléria (en idioma corso Aleria) es una comuna francesa, situada en el departamento de la Alta Córcega y la región de Córcega.

## Geografía
Aléria está construida en la llanura oriental corsa (de la que a veces toma su nombre), hoy en la encrucijada de las carreteras nacionales N200 y N198. La comuna se extiende por las tierras agrícolas circundantes, del estanque de Teppe Rosse (al oeste), del estanque de Diana (al noreste), y la penitenciaría de Casabianda (al sureste). Está atravesada por el río Tavignanu que aquí desemboca en el mar Tirreno.

## Historia
Los primeros signos de ocupación por el hombre de la llanura de Aleria se remontan al 6000 a. C. Del Neolítico a la Edad de Hierro, los habitantes de los alrededores vivían de la ganadería y de la agricultura, de la pesca en los estanques vecinos, explotando poco a poco los recursos naturales, y desarrollando la metalurgia.
En 565 a. C., los foceos expulsados de Asia Menor por los persas, fundaron una colonia en la desembocadura del Rhotanos (Tavignanu): Alalia, en el emplazamiento actual de Aleria. Córcega entra así en contacto con otras civilizaciones mediterráneas, por el comercio especialmente. La ciudad fue poblada por las familias de los inmigrantes griegos. Los autóctonos no vienen a la ciudad más que para comerciar pero ven sus viviendas rechazadas hacia las alturas y los bosques.
Los foceos introdujeron en Córcega la viña y el olivo, importaron ánforas y cerámicas, desarrollaron las artes, la literatura, construyeron edificios entre calles y plazas trazadas por urbanistas, y erigieron un templo.
Los etruscos se interesaron por la opulenta Alalia y se aliaron con los cartagineses para combatir la piratería griega de Alalia y derrotaron a los foceos en la batalla naval de 535 a. C. Los foceos perdieron sesenta de sus naves y fueron obligados a huir en masa hacia Massalia o Italia. En el emporio de Alalia poblaciones etruscas y cartaginesas cohabitan con las griegas.
Pero la presencia cartaginesa en este emporio cosmopolita atrae la ira de Roma. Alalia es tomada en 259 a. C. y pasa a llamarse Aleria. Tras la conquista de la isla, Sila establece un fuerte de legionarios. Augusto le promete ser la capital de Córcega: allí vive el procurador del emperador en un palacio. Con el tiempo, Aleria adopta las costumbres romanas, allí se encuentra un foro romano, un pretorio, villas, tiendas, un templo, y termas.
Durante siete siglos, constituye el centro de la fuerte romanización de Córcega y un gran puerto de exportación de granito, minerales, aceite y corcho.
La cristianización aparece muy pronto (hacia el 60). Santa Devota es martirizada allí sobre el siglo III. La leyenda dice que sus restos mortales fueron milagrosamente conducidos a Mónaco en una barca guiada por una paloma.
Tras la caída de Roma, hacia el siglo V, los vándalos que afluyen a Córcega arrasan la ciudad. Llevando con ellos los gérmenes de la malaria, tornan la presencia humana imposible en la llanura de Aleria durante los siglos venideros. Desde entonces la historia de la ciudad no es bien conocida.
En el siglo XV, los genoveses intentan en vano reedificar la ciudad y construyen un fuerte. La familia De Matra tiene allí su puesto de mando y permanece fiel a la República de Génova hasta el siglo XVIII, en que los corsos del interior luchan para liberarse de los genoveses.
El repoblamiento del lugar es en fin posible tras la Segunda Guerra Mundial, gracias al saneamiento de la llanura por el ejército estadounidense.

## Los acontecimientos de Aleria
El 21 de agosto de 1975, algunas decenas de hombres entrenados por Edmond Simeoni, ocupan la granja de un viticultor de Aleria de origen "pied-noir" (francés de Argelia) sospechoso de estar mezclado en un escándalo financiero. El líder de la Acción regionalista corsa ("l'Action régionaliste Corse (ARC))" da a conocer el motivo de este golpe de fuerza en estos términos: « Se trata de descubrir el escándalo de los vinos acusando al propietario de la cava y a varios de sus amigos. Tras haberse beneficiado de préstamos exorbitantes, los responsables de las cavas vinícolas han metido la pata con una enorme estafa de varios millones de francos antiguos, en perjuicio de pequeños viticultores ». A continuación, helicópteros transportan 1200 gendarmes y CRS para tomar al asalto con el apoyo de blindados y desalojar de la cava a sus ocupantes.
El viernes 22 de agosto se rinden los ocupantes de la granja Depeille, tras un tiroteo que provocará dos muertos entre las fuerzas del orden y un herido grave entre los manifestantes. Los autonomistas abandonan en su atrincheramiento las armas mientras que nuevos refuerzos llegan en helicópteros. La multitud intenta entonces romper el cordón policial, entona el himno corso y termina por incendiar los restos de la granja y los edificios vitícolas. Toda la noche tienen lugar en Bastia violentos enfrentamientos.
El ARC es disuelto el 27 de agosto, lo que da lugar a nuevos enfrentamientos armados en Bastia, que se saldan con un muerto y varios heridos entre las fuerzas del orden enviadas del continente.
El drama de Aleria arroja el oprobio sobre las finanzas y la política local, y traerá perjuicios a los vinos corsos. "Estos tres minutos que estremecen a Córcega" marcan el punto de partida de la radicalización del nacionalismo corso.

## Economía
El clima y la fertilidad de las tierras permiten a la llanura de Aleria ser el corazón de la producción corsa por su agricultura:
- la horticultura
- la viticultura
- la arboricultura: cítricos, frutas exóticas (kiwis, jojobas, aguacates)
- las plantaciones cerealistas

La ganadería ovina y bovina está igualmente extendida alrededor de Aleria.
El estanque de Diana tiene piscicultura y conquicultura (ostras, mejillones).
El turismo es importante. El término Costa Serena aparece en los folletos indicando el contraste que existe entre el litoral oriental sereno y la costa occidental abrupta y agitada.

## Lugares y monumentos
- El sitio arqueológico de Aleria se compone de vestigios de la necrópolis prerromana, de la villa romana y de la antigua ciudad romana, completamente puesto al día desde 1965. Constituye el primer conjunto corso antiguo, con foro, pórticos, templo, Ninfeón, casa y tiendas, balneario y mosaicos, establecimiento industrial, red viaria, etc. Numerosa piezas (mobiliario, cerámicas, monedas, esculturas, bronces…) se hallan en el musée (museo) Jérôme-Carcopino.
- La iglesia San Marcelo fue la primera construida en Córcega (en el primer milenio), destruida, después reconstruida varias veces, reutilizando piedras de la villa romana.
- Los vestigios de la torre de Diana, la antigua torre genovesa, es aún visible entre la costa y el estanque de Diana.
- El dominio de Casabianda (sudeste) se extiende sobre 1800 ha. Está ocupado por una reserva natural y por una penitenciaria modelo (experiencia de trabajo en semilibertad).

### Fuerte de Matra y Museo Jérôme Carcopino
El Fuerte se sitúa sobre un promontorio rocoso al norte de la llanura de Aleria y domina el río Tavignanu y la llanura circundante. Construido hacia 1484 por los genoveses, constituía el puesto de guarnición y vigilancia de la costa y de los estanques, así como un depósito de armas genovesas. Por eso fue saqueado por los insurgentes durante la revuelta corsa de 1729. El 12 de marzo de 1736, Théodore de Neuhoff, nombrado entonces rey de Córcega, desembarcando en la isla, fue allí acogido solemnemente. Los Matra se sirvieron de él como punto de apoyo en su lucha contra el gobierno de Pascal Paoli.
Esta fortaleza abriga hoy el Museo arqueológico de Aleria. Clasificado monumento histórico en 1962, tomó en 1969 el nombre del erudito corso Jérôme Carcopino, en el origen de la reanudación de las excavaciones arqueológicas del sitio antiguo. 8.000 años de historia están expuestos. Los objetos más antiguos datan del siglo V a. C. y los más recientes del siglo V. Los vestigios prehistóricos, las cerámicas griegas, etruscas y romanas, los objetos de adorno y utilitarios y las armas son de un gran interés arqueológico para la Córcega antigua.